# Jan Kliment (tancerz)
Jan Kliment (ur. 19 maja 1974 w Zwoleniu) – czeski tancerz.

## Życiorys

### Rodzina i edukacja
Urodził się w Zwoleniu na Słowacji. Jest synem Słowaka i Czeszki. Ma dwóch braci: starszego o trzy lata Radka i młodszego o sześć lat Milana. Po utracie pracy przez ojca przeniósł się do Ostrawy, gdzie ukończył technikum ze specjalnością metalurgii. W zawodzie pracował dwa dni. Pracował w kanalizacji i kotłowni, w której przepracował siedem lat. W młodości ćwiczył gimnastykę, grę w hokeja, boks i kulturystykę.

### Kariera zawodowa
Zainspirowany filmem Dirty Dancing w wieku 17 lat rozpoczął trenowanie tańca towarzyskiego. Zawodowo tańczył z Petrą Kostovčíkovą, z którą dotarł do finału Mistrzostw Europy w tańcu towarzyskim oraz sześciokrotnie zdobywał tytuł wicemistrza Czech, a w 2002 zdobył tytuł mistrzowski, dzięki czemu wyjechali na Kubę, gdzie szlifowali technikę u kubańskich instruktorów tańca. W 2003 ponownie zdobył mistrzostwo Czech, tym razem z Ewą Szabatin. Później tańczył ze Szwajcarką Laurą Stefanie Hafner, z którą pięciokrotnie zdobył tytuł mistrza Szwajcarii. Jest też pięciokrotnym mistrzem Polski. Reprezentuje klasę „B” w tańcach standardowych oraz najwyższą, międzynarodową klasę taneczną „S” w tańcach latynoamerykańskich. Jest trenerem tańca i sędzią federacji World Dance Council.
W 2008 był trenerem tańca w programie ČT StarDance ...když hvězdy tančí, w parze z Zuzaną Norisovą zajął drugie miejsce w finale. W latach 2009–2011 występował jako trener tańca w programie TVN Taniec z gwiazdami, a jego partnerkami były: Natasza Urbańska, Katarzyna Grochola, Edyta Górniak i Weronika Marczuk. W listopadzie 2012 w Teatrze Buffo premierę miał taneczny spektakl I Move You z udziałem Klimenta. Od 2014 z przerwami występuje jako trener tańca w programie rozrywkowym Dancing with the Stars. Taniec z gwiazdami w telewizji Polsat, a jego partnerkami były: Natalia Siwiec, Anna Wyszkoni, Ewa Kasprzyk, Cleo, Julia Wróblewska, Misheel Jargalsaikhan, Natalia Szroeder, Beata Tadla, Joanna Mazur, Monika Miller, Ania Karwan i Grażyna Szapołowska; w parze z Natalią Szroeder, Beatą Tadlą i Joanną Mazur zwyciężył w finale siódmej, ósmej i dziewiątej edycji programu.
W 2017 wystąpił w teledysku do piosenki Natalii Szroeder „Zamienię cię”. W latach 2021–2022 był jurorem 13. i 14. edycji programu rozrywkowego TVN Mam talent!.

## Życie prywatne
Był żonaty z tancerką Laurą Stefanie Hafner, z którą mieszkał w Szwajcarii. Po rozwodzie przeprowadził się do Polski. Od 2009 związany jest z młodszą o 15 lat tancerką Lenką Tvrzovą, którą poślubił 4 czerwca 2016 w Ostrawie. Ma z nią syna, Cristiana (ur. 1 grudnia 2022).